# آئونوری

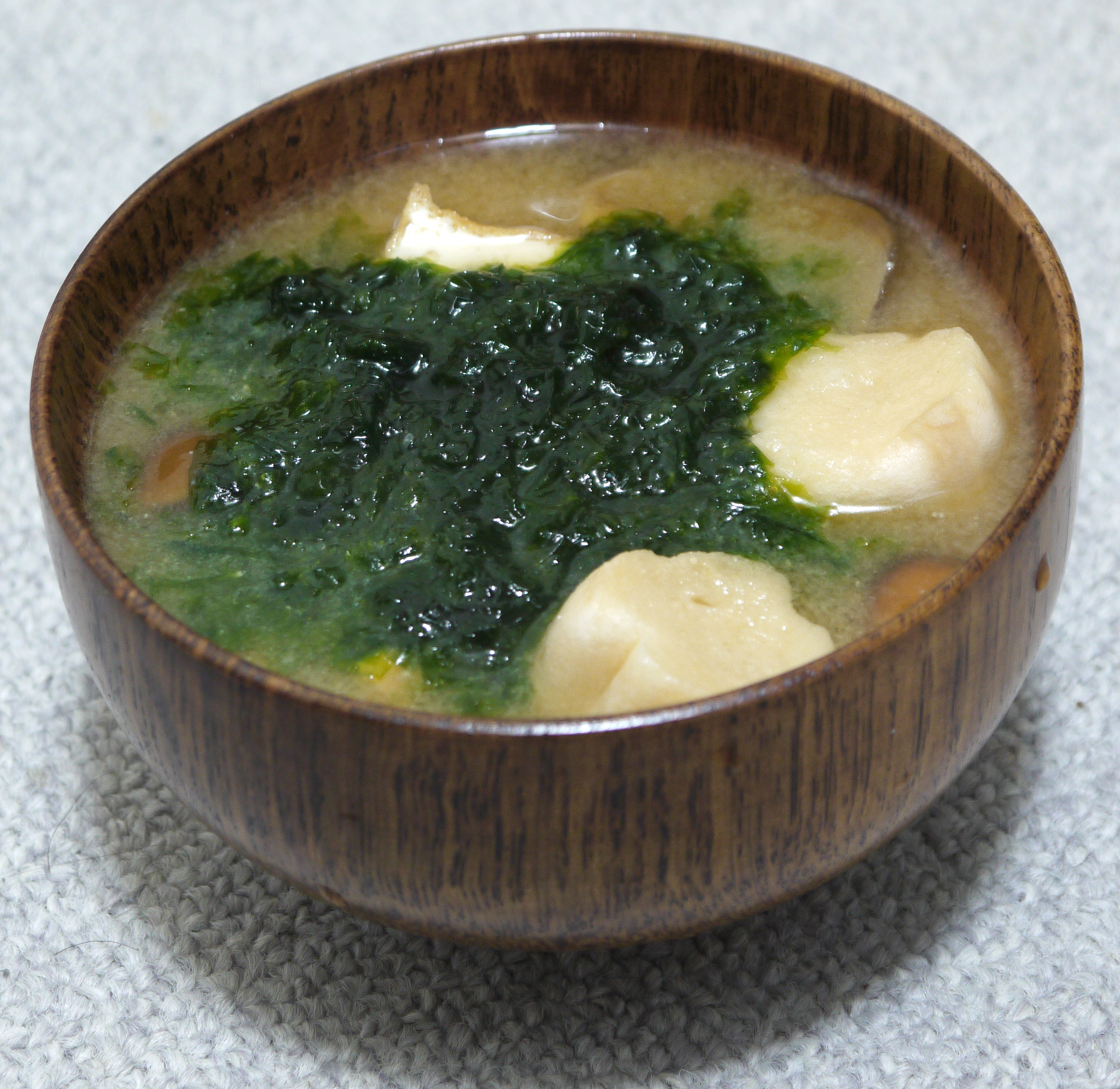
آئونوری در داخل میسوسوپ

آئونوری (به ژاپنی: アオノリ Aonori) (به انگلیسی: green laver) یک نوع جلبک دریایی خوراکی است. معمولاً از برخی از خلیج‌های واقع در کشور ژاپن مانند خلیج ایسه به دست می‌آید. این جلبک از نظر داشتن موادمعدنی نظیر کلسیم، منیزیم، لیتیم، ویتامین، آمینو اسید مانند متیونین غنی است. در هوای آزاد معمولاً خشک شده و در سوپ‌ها و تمپورا (یک نوع غذای سنتی ژاپنی) بکار می‌رود. همچنین از مواد لازم برای تولید جلبک نوری و تسوکودانی است. بعد از خشک شدن تبدیل به ورقه ای با ۲ تا ۳ میلیمتر ضحامت می‌شود و بعد به صورت پودر درآمده و در شیرینی و غذاهای ژاپنی برای رنگ دهی بکار می‌رود.

## غذاهایی که در آن آئونوری بکار برده می‌شوند
- یاکی‌سوبا
- یاکی‌اودون
- اوکونومی‌یاکی
- تاکویاکی
- اوهاگی
- سنبی
- شیچی‌می‌توگاراشی七味唐辛子 しちみとうがらし (چاشنی تند دارای هفت عنصر)
- چیپس سیب‌زمینی رنگ سبز آن برای تزئین و طعم‌دهی بکار می‌رود.